# Terry Callier
Terrence Orlando Callier, più noto come Terry Callier (Chicago, 24 maggio 1945 – Chicago, 28 ottobre 2012), è stato un chitarrista e cantautore statunitense.

## Biografia
Da ragazzino imparò a suonare il pianoforte e divenne amico di Curtis Mayfield, Major Lance e Jerry Butler; durante l'adolescenza cantò in un gruppo che faceva musica doo-wop. Nel 1962 fece un provino per la Chess Records, registrando il suo singolo di debutto, "Look at Me Now". Mentre frequentava il college, si esibiva in club e locali di Chicago, e fra le sue influenze musicali al primo posto vi era John Coltrane. Nel 1964 conobbe Samuel Charters della Prestige Records, con il quale l'anno seguente registrò il suo primo album, The New Folk Sound of Terry Callier, pubblicato nel 1968. Due sue canzoni, "Spin, Spin, Spin" e "It's About Time", vennero incluse dal gruppo di rock psichedelico H. P. Lovecraft nel 1968 nel loro album H. P. Lovecraft II: con gli H. P. Lovecraft lavorava il produttore George Edwards, che nel 1969 avrebbe co-prodotto numerose canzoni di Callier.
Nel 1970 Callier si unì al Chicago Songwriters Workshop formato da Jerry Butler, scrisse canzoni per le etichette Chess e Cadet, tra cui "The Love We Had Stays on My Mind", successo dei Dells del 1972, che gli fece guadagnare un contratto con la Cadet; seguirono tre album molto lodati dalla critica ma di scarso successo commerciale, prodotti da Charles Stepney in uno stile che gli addetti ai lavori definirono "jazz-folk": Occasional Rain (1972), What Color Is Love (1973) e I Just Can't Help Myself (1974). Andò in tournée con George Benson, Gil Scott-Heron e altri. Ciò nonostante, la Cadet rescisse il contratto con Callier e il Songwriters Workshop chiuse i battenti nel 1976. L'anno seguente Callier firmò un nuovo contratto con la Elektra Records, e pubblicò gli album Fire On Ice (1977) e Turn You to Love (1978), la cui prima traccia, "Sign Of The Times", sarebbe diventato il pezzo di maggior successo di Callier in USA, raggiungendo il n. 78 della classifica R&B nel 1979 e favorendo la sua partecipazione al Montreux Jazz Festival.
Callier continuò a esibirsi in tournée fino al 1983, quando, ottenuta la custodia della figlia, si ritirò dalle scene per dedicarsi agli studi di programmazione informatica, venne assunto alla University of Chicago e frequentò le scuole serali al college per arrivare a laurearsi in sociologia. Il suo nome riemerse dall'oblio alla fine degli anni ottanta, quando alcuni deejay britannici riscoprirono le sue vecchie canzoni e iniziarono a suonarle nei club. Il capo della Acid Jazz Records Eddie Piller ripubblicò un singolo poco noto di Callier del 1983, "I Don't Want to See Myself (Without You)", e lo convinse a tornare a suonare nei club in Gran Bretagna. Dal 1991 Callier iniziò a sfruttare i suoi periodi di ferie dal lavoro per suonare ai concerti.
Alla fine degli anni novanta Callier fece il suo ritorno definitivo sulla scena musicale, collaborando all'EP di Beth Orton Best Bit nel 1997 e pubblicando l'album Timepeace nel 1998, che si aggiudicò il premio Time For Peace delle Nazioni Unite per migliore impresa artistica che contribuiva alla pace nel mondo. Fino ad allora, i suoi colleghi alla University of Chicago non sapevano nulla della sua parallela carriera da musicista, ma dopo la conquista del premio la notizia della sua "doppia vita" divenne di pubblico dominio ed egli venne licenziato.
Dopo Timepeace, Callier pubblicò altri album, tra cui Lifetime (1999), Alive (2001), Speak Your Peace (2002) e Lookin' Out (2004). Nel 2001, Callier incise il pezzo "Satin Doll" per la compilation Red Hot + Indigo della Red Hot Organization, un tributo a Duke Ellington i cui proventi andarono a diverse associazioni umanitarie dedicate a combattere l'AIDS e a fare campagna informativa sulla malattia. Nel maggio 2009 uscì, per l'etichetta Mr Bongo Records, l'album Hidden Conversations, che vedeva la collaborazione dei Massive Attack.
Terry Callier ha composto la canzone Lament for the late A. D., che compare nel disco Alive (Live from London, 2000) (2001) ricordando la vicenda di Amadou Diallo, giovane afroamericano che fu ucciso all'età di ventitré anni in circostanze controverse da quattro poliziotti della NYPD unità Crimini Stradali..
È morto il 28 ottobre 2012 all'età di 67 anni .

## Discografia

### Album
- 1966 – The New Folk Sound of Terry Callier (Prestige Records, PR 7383)
- 1971 – Occasional Rain (Cadet Records, 50007)
- 1972 – What Color Is Love (Cadet Records, CA 50019)
- 1973 – I Just Can't Help Myself (Cadet Records, CA 50041)
- 1978 – Fire on Ice (Elektra Records, 6E-143)
- 1979 – Turn You to Love (Elektra Records, 6E-189)
- 1996 – TC in DC (Premonition Records, 6691 7 90739 2 7) Live
- 1998 – TimePeace (Verve Forecast Records, 314 537 317-2) numero 92 in UK
- 1999 – Lifetime (Talkin' Loud Records, 543 054-1) pubblicato in UK, numero 96 in UK
- 2000 – Live at Mother Blues, 1964 (Premonition Records, 6691 7 90743 2 0) Live
- 2001 – Alive (Mr Bongo Recordings, MRBCD19) Live,  pubblicato in UK
- 2002 – Speak Your Peace (Mr Bongo Recording, MRBCD23) pubblicato in UK, numero 156 in UK
- 2004 – Lookin' Out (Mr Bongo Recording, MRBCD34) pubblicato in UK
- 2008 – Welcome Home (Mr Bongo Recording, MRBCD62) pubblicato in UK
- 2009 – Hidden Conversation (Mr Bongo Recording, MRBCD66) pubblicato in UK

### Compilation
- 1992 – The Best of Terry Callier on Cadet (Charly Records, ARCD 514) pubblicato in UK
- 1998 – First Light: Chicago 1969-71 (Premonition Records, 6691 7 90740 2 3)
- 1998 – Essential, The Very Best Of... (Universal Records, MCD 11781) pubblicato in Europa, numero 193 in UK
- 2003 – Total Recall (Mr Bongo Recording, MRBCD31) pubblicato in UK
- 2003 – Best of Terry Callier (Universal Music Austria, 076092-2) pubblicato in Europa
- 2006 – Life Lessons (The Best of Terry Callier) (Music Club Deluxe, MCDLX032) 2 CD, pubblicato in UK
- 2007 – Collected (Spectrum Music, 9836360) pubblicato in UK
- 2009 – About Time: The Terry Callier Story 1965-1982 (BGP Records, CDBGPD 199) pubblicato in UK
- 2014 – Free Soul: The Classic of Terry Callier (Universal Music, UICZ-1532) pubblicato in Giappone

### DVD/video
- Terry Callier - Live in Berlin  (Universal Music 2005) Prod.: Modzilla Films/Beatrice Tillmann

### Collaborazioni
- Voce in "What Is Hip" dei The Juju Orchestra (2007)
- Voce in "Live With Me" dei Massive Attack (2006)
- Voce in "Advice" degli Hardkandy (2006)
- Voce in "Modal Soul" di Nujabes (2005)
- Voce in "Blue 3rd" di Jean-Jacques Milteau (2003)
- Voce in "Varekai" per il Cirque du Soleil (2002)
- Voce in "The Day of the Greys" dei 4 Hero (2001)
- Voce in "In A Heartbeat" dei Koop (2001)
- Voce in Central Reservation di Beth Orton (1999)
- Voce in "Deep in Your Mind" dei Kyoto Jazz Massive (2002)
- Voce in "Les Courants d'Air" dei Grand Tourism (2001)